# Jimmy Young (Boxer)
Jimmy Young (* 14. November 1948 in Baltimore; † 20. Februar 2005 in Philadelphia) war ein US-amerikanischer Boxer.
Young galt als einer der geschicktesten Schwergewichtler der 70er-Jahre. Er war Normalausleger und hatte wenig Schlagkraft, machte das aber durch clevere Kampfweise wieder wett. Er wurde zu Beginn seiner Karriere schlecht gemanagt und verlor deswegen gegen aus heutiger Sicht schwache Gegner. Dann aber startete er eine beeindruckende Siegesserie; u. a. schlug er den gefürchteten Puncher Ron Lyle.
Bekannt wurde Young 1976 durch den Kampf gegen einen untrainiert wirkenden Muhammad Ali in Landover, als er um den WM-Titel im Schwergewicht boxte. Den Kampf gewann Muhammad Ali nach 15 Runden nach Punkten. Das Urteil war jedoch umstritten, da viele Beobachter Young als Sieger sahen. Er forderte ein Rematch, bekam es aber nicht einmal, als er 1977 George Foreman auspunktete.
Das World Boxing Council setzte daraufhin einen Kampf gegen Ken Norton an, damit wenigstens einer von beiden ein Rematch bekommen würde. Young verlor hauchdünn und war verbittert. Nach dieser Niederlage war er nie mehr der Alte. Er kam nicht mehr in die Nähe der Weltklasse und beendete seine Karriere schließlich 1988.
Am 20. Februar 2005 starb er im Alter von 56 Jahren, nachdem er einige Jahre an Demenz gelitten hatte.